# Hadena filigrama
Hadena filigrama là một loài bướm đêm trong họ Noctuidae.